# Batman: Dark Tomorrow
Batman: Dark Tomorrow est un jeu vidéo sur le célèbre héros Batman. Il s'agit d'un jeu d'action sorti en mars 2003. Il a été développé et édité par Kemco sur GameCube, puis porté par HotGen sur Xbox.
Initialement annoncé en 2001 en tant qu'exclusivité GameCube, le jeu a été envisagé comme une approche ouverte, fidèle et réaliste de la franchise Batman, dans une veine similaire à la série Batman: Arkham des années plus tard. Cependant, au fur et à mesure du développement, le jeu a été réduit à l'échelle et devrait sortir sur plusieurs consoles.

## Histoire
Batman essaie d'arrêter une guerre des gangs (qui met Gotham City à feu et à sang dans les rues) entre les hommes de Scarface et la société des Faux Visages de Black Mask. Pendant ce temps, le Commissaire Gordon est enlevé par le Joker et est retenu en otage sous l'Asile d'Arkham. Batman décide de passer par les égouts afin de rester indétectable pour pénétrer dans l'asile ; cependant, il doit quand même y affronter une volée d'ennemis allant de Poison Ivy à Mr. Freeze. Batman fait finalement face au Joker et délivre le commissaire.
Cependant, toute l'opération était en fait une diversion afin de permettre à Ra's al Ghul et sa fille Talia de mettre un point final à leur nouveau projet de domination mondiale sans avoir Batman sur le dos, ce dernier étant occupé ailleurs. Notre héros doit alors parcourir le monde jusqu’à l'Himalaya où se cache le terroriste écologiste.
L'histoire a quatre fins possibles :
- Bien que le jeu ne donne aucune indication sur son existence, il existe un signal que l'on doit détruire afin d’obtenir la bonne fin. Le joueur ne saura jamais que ce signal existe, pas plus que le jeu ne lui donnera la moindre information sur l'endroit où il se trouve. Si ce signal est désactivé, Ra's perdra la partie ou presque… cette section donne droit à deux fins : une fin pas si mauvaise (Batman perd face à Ra's mais le monde a encore 17 heures à vivre à la suite d'un « petit retard technique »… et une bonne fin (Ra's est vaincu par Batman) ;

- Si le signal n'est ni trouvé ni désactivé, quelle que soit l'issue du combat, Ra's al Ghul triomphera. Cette section donne droit à deux fins : la pire fin (Ra's al Ghul triomphe de Batman) et la mauvaise fin (Batman défait Ra's mais ça ne sert à rien puisque le signal est actif et le terroriste triomphe quand même).

Le jeu voit les personnages suivants apparaître pendant les cinématiques seulement :
Robin (Tim Drake), Renee Montoya, Harvey Bullock, Commissaire Gordon, Oracle (Barbara Gordon), Jeremiah Arkham, Batgirl (Cassandra Cain). Nightwing (Dick Grayson) n’apparaît cependant pas mais est mentionné dans l'histoire.
Les ennemis affrontés par Batman ou croisés dans le jeu : le Ratcatcher, Mister Freeze, Poison Ivy, Black Mask, le Ventriloque, Victor Zsasz, Killer Croc, le Joker, Ra's al Ghul, Talia al Ghul.

## Réception
Le jeu a été très négativement reçu par la critique. En effet, le jeu souffre de beaucoup de défauts, que ce soit la jouabilité, les problèmes de caméra, la conception et les musiques des phases de jeu. Seules les cinématiques et l'histoire sauvent légèrement les meubles. En France, les versions Gamecube et Xbox récoltent un 5 / 20 et aux États-Unis un 25 / 100,.